# Oer-Erkenschwick
Oer-Erkenschwick är en stad i Kreis Recklinghausen i Regierungsbezirk Münster i förbundslandet Nordrhein-Westfalen i Tyskland.